# 1re armée (guerre austro-prussienne)
Pour les articles homonymes, voir 1re armée.
La 1re armée est une unité de l'armée prussienne à court terme pendant la guerre austro-prussienne de 1866. L'armée se compose des 2e, 3e et 4e corps d'armée et un corps de cavalerie spécialement constitués pour cette campagne.
Selon la stratégie de Moltke, l'armée prussienne doit entrer en Bohême en trois unités indépendantes et y combattre l'armée du nord de l'Autriche. La division en trois armées est fortement critiquée par les contemporains,, mais est reste victorieuse.

## Composition
Le commandant en chef de la 1re armée est Frédéric-Charles de Prusse, le lieutenant-général Konstantin Bernhard von Voigts-Rhetz agit en tant que chef d'état-major général. Une particularité de la 1re armée est que deux des trois corps n'ont pas leur propre commandement général, mais sont directement subordonnés au haut commandement de l'armée. Le commandant en chef Frédéric-Charles est le général commandant du 3e corps d'armée, le général Hans Wilhelm von Schack du 4e corps d'armée. Au début de la guerre, le corps d'armée est transféré au gouverneur des terres saxonnes basé à Dresde. Les deux postes ne sont pas à nouveau pourvus pendant toute la durée de la campagne.

### 2ecorpsd'armée
Le général commandant est le lieutenant-général Wilhelm von Schmidt, et le chef d'état-major général est Georg von Kameke, qui devient plus tard ministre de la Guerre.
- 3e division d'infanterie, August von Werder
  - 5e brigade d'infanterie, Ludwig von Januschowski (de)
    - 2e régiment de grenadiers, colonel Ernst von Reichenbach
    - 42e régiment d'infanterie, colonel Ferdinand von Borcke (de)

  - 6e brigade d'infanterie, Karl Friedrich Wilhelm von Winterfeldt (de)
    - 14e régiment d'infanterie, colonel Alexander von Stahr (de)
    - 54e régiment d'infanterie, lieutenant-colonel Benno von Kurowski
    - 2e bataillon de chasseurs à pied

  - Division de cavalerie 5e régiment de hussards (de), colonel Tamm von Flemming (de)

- 4e division d'infanterie, Friedrich Herwarth von Bittenfeld
  - 7e brigade d'infanterie, Ludwig von Schlabrendorff (de)
    - 9e régiment de grenadiers, colonel Karl Gustav von Sandrart
    - 49e régiment d'infanterie, colonel Gustav von Wietersheim

  - 8e brigade d'infanterie, général de division Hermann von Hanneken (de)
    - 21e régiment d'infanterie (de), colonel Franz von Krane-Matena (de)
    - 61e régiment d'infanterie, colonel Hermann von Michaelis (de)

  - Division de cavalerie 4e régiment d'uhlans, colonel Fedor von Kleist
  - Corps d'artillerie de réserve, colonel von Puttkammer

Le 2e corps a un total de douze batteries, quatre chacune dans une division et en réserve avec un total de 72 canons rayés.

### 3ecorpsd'armée
- 5e division d'infanterie, Wilhelm von Tümpling
  - 9e brigade d'infanterie, général de division Gustav von Schimmelmann
    - 8e régiment de grenadiers du Corps, colonel Emil von Berger
    - 48e régiment d'infanterie (pl), colonel Karl von Diringshofen

  - 10e brigade d'infanterie, Wilhelm von Kamienski (de)
    - 12e régiment de grenadiers, colonel Kolmar von Debschitz (de)
    - 18e régiment d'infanterie (de), colonel Karl von Kettler (de)

  - Division de cavalerie 3e régiment d'uhlans (pl), lieutenant-colonel Eugen von Tresckow

- 6e division d'infanterie, Gustav von Manstein
  - 11e brigade d'infanterie, Hermann von Gersdorff
    - 35e régiment de fusiliers, colonel Louis von Rothmaler
    - 60e régiment d'infanterie (de), colonel Ernst von Hartmann

  - 12e brigade d'infanterie, Gebhard von Kotze
    - 24e régiment d'infanterie, colonel Emil von Hacke
    - 64e régiment d'infanterie, colonel Johann von Götz et Schwanenflies
    - 3e bataillon de chasseurs à pied (de), major Eric von Witzleben

  - Division de cavalerie 2e régiment de dragons (pl), lieutenant-colonel Carl Heinichen

### 4ecorpsd'armée
- 7e division d'infanterie, Eduard von Fransecky
  - 13e brigade d'infanterie, Julius von Groß
    - 26e régiment d'infanterie, colonel Alexander von Medem
    - 66e régiment d'infanterie, colonel Adolf von Blanckensee (de)

  - 14e brigade d'infanterie, général de division Helmuth von Gordon
    - 27e régiment d'infanterie, colonel Franz von Zychlinski
    - 67e régiment d'infanterie, colonel Eduard von Bothmer

  - Division de cavalerie 10e régiment de hussards (de), colonel Hermann von Besser
- 8e division d'infanterie , August Wilhelm von Horn
  - 15e brigade d'infanterie, Julius von Bose
    - 31e régiment d'infanterie, colonel Louis von Freyhold
    - 71e régiment d'infanterie, le colonel Karl von Avemann (de)

  - 16e brigade d'infanterie, Leopold von Stuckrad
    - 72e régiment d'infanterie (de), colonel Bruno Neidhardt von Gneisenau
    - 4e bataillon de chasseurs à pied

  - Division de cavalerie 6e régiment d'uhlans (de), lieutenant-colonel Ferdinand August von Langermann und Erlencamp (de)

### Corps de cavalerie
Le commandant de cette unité mise en place pour la guerre est le général de cavalerie le prince Albert de Prusse. Le corps se compose d'un total de six brigades, mais la 1re brigade lourde est détachée à la 2e armée. La 3e brigade lourde est restée dans la 1re armée, mais est  affectée au 2e corps d'armée mentionné ci-dessus. Ainsi, le corps de cavalerie fonctionne comme une unité fermée avec seulement quatre brigades.
- 1re division de cavalerie, Hermann d'Alvensleben
  - 1re brigade de cavalerie légère, général de division Albert von Rheinbaben
    - 1er régiment d'uhlans de la Garde, colonel Enno von Colomb
    - 2e régiment d'uhlans de la Garde, colonel Guillaume de Brandebourg
    - 1er régiment de dragons de la Garde, lieutenant-colonel Friedrich von Barner (de)

  - 2e brigade de cavalerie lourde, général de division Wolf von Pfuel (de)
    - 6e régiment de cuirassiers, colonel Alfred von Rauch
    - 7e régiment de cuirassiers, colonel Hiob von Hontheim
- 2e division de cavalerie, Benno Hann von Weyhern (de)
  - 2e brigade de cavalerie légère, général de division Guillaume de Mecklembourg
    - 2e régiment de dragons de la Garde, colonel Hermann von Redern
    - 3e régiment de hussards, lieutenant-colonel Adalbert von Kalkreuth
    - 11e régiment d'uhlans (de), lieutenant-colonel Frédéric-Guillaume de Hohenlohe-Ingelfingen

  - 3e brigade de cavalerie légère, général de division Georg von der Groeben
    - 3e régiment de dragons, lieutenant-colonel Karl von Willisen
    - 12e régiment de hussards, colonel Gustav von Barnekow (de)

Les unités détachées suivantes appartiennent également au corps :
- 1re brigade de cavalerie lourde, général de division Albert de Prusse
  - Régiment des Gardes du Corps, colonel Frédéric de Brandebourg
  - Régiment de cuirassiers de la Garde, lieutenant-colonel Hermann von Lüderitz
- 3e brigade de cavalerie lourde, général de division Wasa von der Goltz (de)
  - 2e régiment de cuirassiers, colonel August von Schaevenbach
  - 9e régiment d'uhlans (de), colonel Otto von Diepenbroick-Grüter (de)

## Déroulement de la guerre
La 1re armée est rassemblée dans la région de Görlitz et traverse la frontière avec la Saxe le matin du 17 juin 1866. L'avance se fait via Bautzen et Löbau jusqu'à Zittau. Le 22 juin, l'armée se trouvait dans la région de Zittau, Ostritz et Seidenberg. Le matin du 23 juin, l'invasion de la Bohême a lieu,.
La tâche de la première armée est de marcher de la Saxe en Bohême, de traverser l'Iser et de s'unir à la deuxième armée du prince héritier dans la région de Gitschin. À la droite de la 1re armée, l'armée de l'Elbe avance. Le premier but majeur est Reichenberg, qui est occupé le 24 juin. Ici, contrairement aux ordres exprès du chef d'état-major Moltke, l'armée fait une halte de deux jours. Au cours des quatre premiers jours, l'armée n'a parcouru que 46 km. Ce n'est qu'après une commande expresse de Berlin que l'avance se poursuit.
Sur le chemin de l'Iser, il y a une escarmouche à Liebenau de 9 heures à 14 heures le 26 juin , et l'armée franchit ensuite l'Iser à Eisenbrod, Turnau et Podol. Le corps autrichien chargé de défendre ces passages fluviaux est repoussé dans la nuit du 26 au 27 juin à la bataille de Podol. Le jour suivant, cependant, au lieu de marcher vers l'est sur Gitschin, l'armée marche vers le sud en direction de Münchengrätz. Dans la bataille de Münchengrätz, les Autrichiens et les Saxons unis sont contraints de battre en retraite et ainsi séparés. En même temps, la première union avec l'armée de l'Elbe a lieu ici. Malgré son succès, Frédéric-Charles est fortement critiqué pour cet écart par rapport au plan de déploiement et la perte de temps associée, car il a retardé l'unification des deux principales armées prussiennes. Afin de ne pas entraver davantage l'avancée, les deux armées prussiennes doivent se séparer à nouveau. Ainsi, ce fut la première armée seule qui combat dans la bataille de Gitschin. Gitschin est atteinte par deux divisions en fin d'après-midi le 29 juin 1866, et après une lutte prolongée, est prise pendant la nuit. Il n'est pas possible de poursuivre l'ennemi vaincu ici, car aucune unité de cavalerie supplémentaire n'est donnée aux divisions (3e et 5e).
Du 30 juin au 2 juillet, l'avance se fait vers Königgrätz. C'est là qu'a lieu, le 3 juillet 1866, la bataille de Sadowa. Bien qu'inférieurs en nombre, les Prussiens attaquent, conquis la vallée de la Bystritz et parviennent à repousser l'armée autrichienne du Nord lors de ses contre-attaques, en particulier dans la forêt de Swiep. Une avance séparée contre l'artillerie supérieure des Autrichiens n'est pas possible, et l'armée subit de lourdes pertes jusqu'à ce que la 2e armée intervient dans la bataille et force les Autrichiens à battre en retraite. L'attaque conjointe des trois armées prussiennes repousse les Autrichiens vers l'Elbe, où l'artillerie autrichienne restante bloque ensuite la poursuite de l'avancée des Prussiens. Il n'y a plus de poursuite majeure au-delà de l'Elbe, et leur propre cavalerie lourde est toujours trop loin derrière.
Après que les morts au combat sont enterrés  le 4 juillet 1866 et, que dans la mesure du possible, les blessés sont soignés, la poursuite de l'avancée via Prelautsch, Brünn (du 12 au 15 juillet) jusqu'à Ebental, atteint le 20 juillet, a lieu à partir du 5 juillet. Pendant ce temps, seules des escarmouches individuelles ont lieu entre de petites unités prussiennes et autrichiennes envoyées en reconnaissance.